# Jafrabad
Jafrabad é uma cidade e um município no distrito de Amreli, no estado indiano de Gujarat.

## Demografia
Segundo o censo de 2001, Jafrabad tinha uma população de 25 081 habitantes. Os indivíduos do sexo masculino constituem 51% da população e os do sexo feminino 49%. Jafrabad tem uma taxa de literacia de 49%, inferior à média nacional de 59,5%: a literacia no sexo masculino é de 61% e no sexo feminino é de 37%. Em Jafrabad, 17% da população está abaixo dos 6 anos de idade.